# ازونکو مونسیدر
ازونکو مونسیدر (کرواتی: Zvonko Monsider؛ ۸ ژانویه ۱۹۲۰ – ۱۶ مارس ۱۹۹۷) بازیکن و مربی فوتبال اهل یوگسلاوی بود.
از باشگاه‌هایی که در آن بازی کرده‌است می‌توان به باشگاه ورزشی لاتزیو، باشگاه فوتبال دینامو زاگرب، باشگاه فوتبال کنکوردیا، و باشگاه فوتبال پادوا اشاره کرد.
وی همچنین در تیم‌های ملی فوتبال کرواسی و یوگسلاوی بازی کرده‌است.